# Giuseppe Chiarini

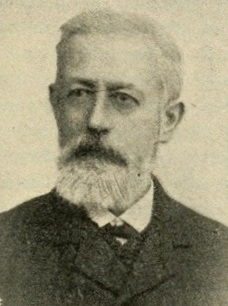
Giuseppe Chiarini

Giuseppe Chiarini (* 17. August 1833 in Arezzo; † 4. August 1908 in Rom) war ein italienischer Romanist, Italianist und Literaturkritiker.

## Leben und Werk
Chiarini war ab 1867 Gymnasialdirektor in Livorno, ab 1884 in Rom. Von 1885 bis 1888 lehrte er an der Universität Rom Moderne Literatur. Von 1894 bis 1901 übernahm er führende Aufgaben in der nationalen Unterrichtsverwaltung.
Chiarini setzte sich für eine schulische Förderung von Rechts- und Gemeinschaftskunde, sowie der modernen Fremdsprachen ein, bei gleichzeitiger Zurückdrängung von Latein und Griechisch, sowohl an der Schule wie als Studienvoraussetzung.
Seit seiner Jugend und seiner Freundschaft mit Giosuè Carducci engagierte sich Chiarini als Herausgeber literarischer Zeitschriften und als Literaturkritiker.

## Werke (Auswahl)
- Ombre e figure. Saggi critici. Swinburne. Shelley. Heine. Foscolo. Leopardi. Carducci, Rom 1883
- Donne e poeti. Appunti critici, Rom 1885
- Gli amori di Ugo Foscolo nelle sue lettere. Ricerche e studi, 2 Bde., Bologna 1892
- Studi shakespeariani, Livorno 1896
- Studi e ritratti letterari, Livorno 1900
- Giosue Carducci. Impressioni e ricordi, Bologna 1901
- Memorie della vita di Giosue Carducci raccolte da un amico, Florenz 1903
- La vita di Giacomo Leopardi, Florenz 1905, Rom 1987
- La vita di Ugo Foscolo, Florenz 1910, 1927, Manziana 1989
- Della filosofia leopardiana. Dialogo fra un filosofo giobertiano ed un razionalista, hrsg. von Raffaele Gaetano, Soveria Mannelli 2000